# Faust (album)
Faust (tiếng Đức, nghĩa là "nắm tay") là album phòng thu đầu tay của ban nhạc krautrock người Đức Faust. Dù chưa bao giờ đạt thành công thương mại, Faust đã nhận nhiều sự ca ngợi từ các nhà phê bình.

## Bối cảnh
Năm 1971, Polydor muốn Uwe Nettelbeck (nhà sản xuất và sáng lập Faust) tập hợp một nhóm có thể cạnh tranh với những ban nhạc như The Rolling Stones, The Kinks, và Small Faces. Trước khi phát hành album đầu tay, Faust đã gửi những băng thu tới Polydor, những băng này có nội dung từ thử nghiệm thu âm tới tiếng ai đó đó rửa đĩa.

## Bìa đĩa
Đĩa LP gốc trên clear vinyl có bìa đĩa trong suốt với một bức chụp X-quang nắm tay người được in lụa trên ống bọc ngoài. Phần lời và thành phần tham gia được in đỏ.

## Phát hành và tiếp nhận
| Đánh giá chuyên môn | Đánh giá chuyên môn |
| Nguồn đánh giá      | Nguồn đánh giá      |
| Nguồn               | Đánh giá            |
| ------------------- | ------------------- |
| AllMusic            | [ 2 ]               |
| Pitchfork Media     | (9.0/10)            |

Archie Patterson của AllMusic ca ngợi thành quả của ban nhạc, viết "tác động của Faust không thể bị nói quá; album phòng thu đầu tay của họ thực sự là một cuộc cách mạng trong sự phát triển của "nhạc rock"." Ông cho Faust bốn sao rưỡi, kết luận rằng "cấp độ của sự trí tưởng tượng làm ta choáng người, chủ đề hoàn toàn độc đáo và nó cũng khá là giải trí."

## Danh sách nhạc khúc
| Mặt một | Mặt một                      | Mặt một             | Mặt một    |
| STT     | Nhan đề                      | Sáng tác            | Thời lượng |
| ------- | ---------------------------- | ------------------- | ---------- |
| 1.      | "Why Don't You Eat Carrots?" | Faust               | 9:31       |
| 2.      | "Meadow Meal"                | Faust, Rudolf Sosna | 8:02       |

| Mặt hai | Mặt hai        | Mặt hai  | Mặt hai    |
| STT     | Nhan đề        | Sáng tác | Thời lượng |
| ------- | -------------- | -------- | ---------- |
| 3.      | "Miss Fortune" | Faust    | 16:35      |

## Thành phần tham gia
| Faust - Werner "Zappi" Diermaier – trống - Hans Joachim Irmler – organ - Arnulf Meifert – trống - Jean-Hervé Péron – guitar bass - Rudolf Sosna – guitar, keyboard - Gunter Wüsthoff – bộ tổng hợp, saxophone | Thành phần khác - Kurt Graupner – kỹ thuật - Andy Hertel – minh họa - Uwe Nettelbeck – sản xuất, thiết kế |